# Espèche
Espèche ist eine französische Gemeinde mit 42 Einwohnern (Stand 1. Januar 2022) im Département Hautes-Pyrénées in der Region Okzitanien (vor 2016: Midi-Pyrénées). Sie gehört zum Arrondissement Bagnères-de-Bigorre und zum Kanton La Vallée de l’Arros et des Baïses.
Die Einwohner werden Espéchais und Espéchaises genannt.

## Geographie
Espèche liegt circa zwölf Kilometer östlich von Bagnères-de-Bigorre und zwölf Kilometer südwestlich von Lannemezan in der historischen Vizegrafschaft Nébouzan.
Umgeben wird Espèche von den fünf Nachbargemeinden:
| Sarlabous |                                             | Avezac-Prat-Lahitte |
| Batsère   | Kompassrose, die auf Nachbargemeinden zeigt |                     |
| Bulan     | Lomné                                       |                     |

## Einwohnerentwicklung

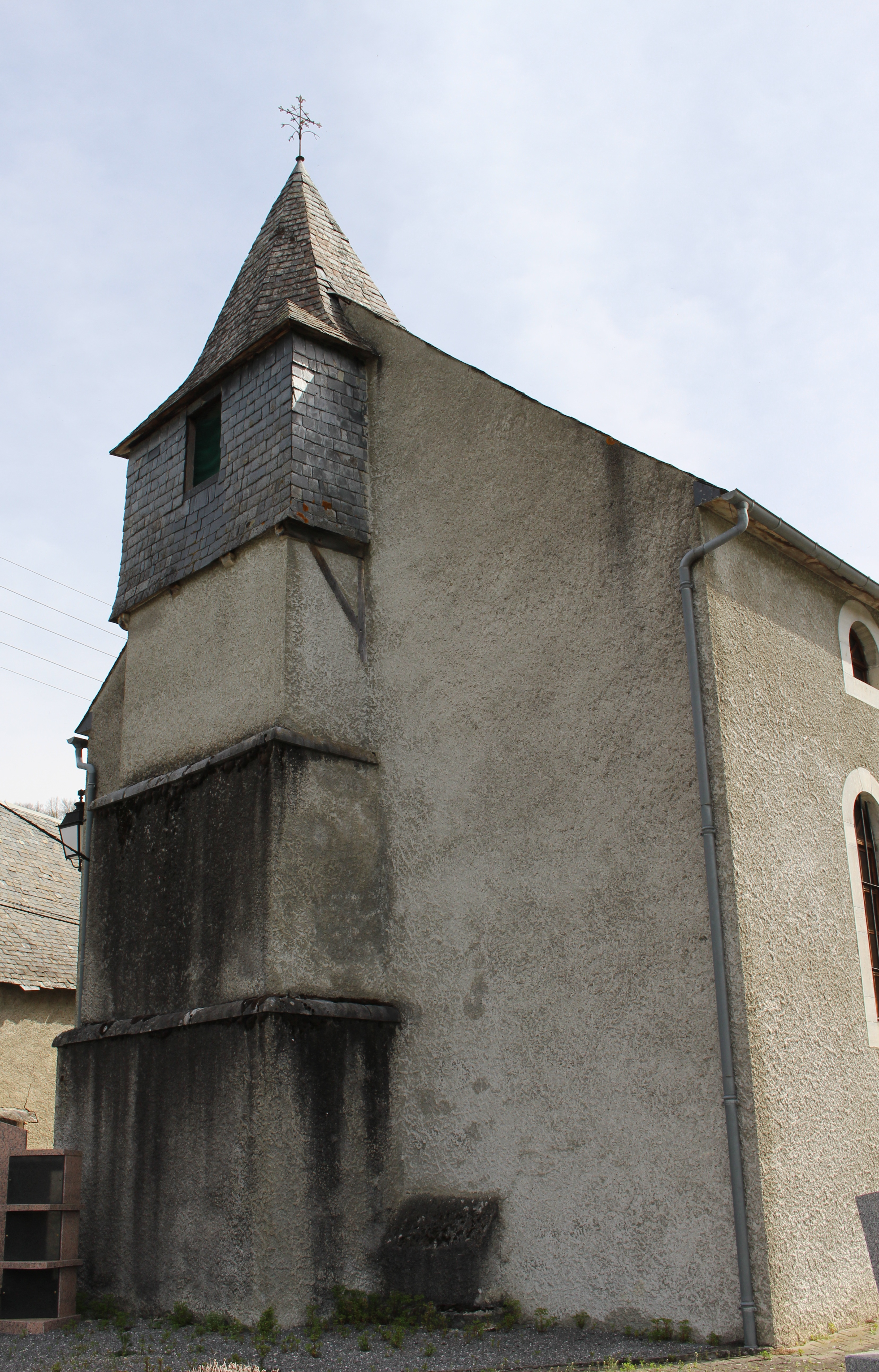
Pfarrkirche Saint-André

Nach Beginn der Aufzeichnungen stieg die Einwohnerzahl bis zur Mitte des 19. Jahrhunderts auf einen Höchststand von rund 365. In der Folgezeit sank die Größe der Gemeinde bei kurzen Erholungsphasen bis zu den 1990er Jahren auf rund 35 Einwohner, bevor eine leichte Wachstumsphase einsetzte.
| Jahr      | 1962 | 1968 | 1975 | 1982 | 1990 | 1999 | 2006 | 2011 | 2022 |
| --------- | ---- | ---- | ---- | ---- | ---- | ---- | ---- | ---- | ---- |
| Einwohner | 64   | 68   | 61   | 51   | 33   | 48   | 53   | 59   | 42   |

## Sehenswürdigkeiten
- Pfarrkirche Saint-André
- Grotte Le Bois du Cantet

## Wirtschaft und Infrastruktur
Espèche liegt in den Zonen AOC der Schweinerasse Porc noir de Bigorre und des Schinkens Jambon noir de Bigorre.

Logo des Jakobswegs

### Sport und Freizeit
- Der Fernwanderweg GR 78, genannt La voie des Piémonts, führt von Carcassonne nach Saint-Jean-Pied-de-Port auch durch das Zentrum von Espèche. Er gilt als Jakobsweg neben den vier Hauptwegen in Frankreich.[6]
- Der Fernwanderweg GR de Pays Tour des Baronnies de Bigorre verläuft parallel zum GR 78 und führt ebenfalls durch das Zentrum der Gemeinde.[7]

### Verkehr
Espèche ist über die Routes départementales 14, 79 und 82 erreichbar.